# مارك كاميرون (رباع)
مارك كاميرون (بالإنجليزية: Mark Cameron) هو رباع أمريكي، ولد في 10 أكتوبر 1952.

## وصلات خارجية
- مارك كاميرون على موقع أوليمبيديا (الإنجليزية)